# Rana Dajani
Rana Dajani es una bióloga molecular jordana y profesora Asociada en la Universidad Hachemita.

## Trayectoria
Dajani tiene un doctorado en biología molecular otorgado en 2005 por la Universidad de Iowa. Consiguió una beca del Instituto de Estudios Avanzados Radcliffe de la Universidad de Harvard, y una beca de la Fundación Eisenhower. Dajani ha participado dos veces en el Programa Fulbright. Ha sido profesora visitante en Yale, en el Centro de Células Madre de Yale y becaria en la Universidad de Cambridge y el Centro de Terapia de Células Madre de Jordania.
Dajani es una activista de los derechos a la educación científica de las mujeres, así como del estudio de la teoría de evolución biológica en relación con el islam. Ha fundado y dirigido el programa We Love Reading que ha estimulado el alfabetismo práctico de niños a través de 30 países. We Love Reading ha formado y entrenado a 730 mujeres en técnicas de narración y en 2017 obtuvo el premio King Sejong de la Unesco. El resultado de esto condujo a crear 330 bibliotecas en Jordania, enriqueciendo la alfabetización de encima de 10 000 menores, 60% de los cuales eran niñas. Por este trabajo recibió los honores siguientes: el 2015 Star Award por mayor impacto en la educación; el premio de 2015 para los 50 Innovadores Sociales más Talentosos en el  honor para el 50 Más Talented Social Innovators en el World CSR Congress; el premio  OpenIDEO a la "Mejor Idea" para niños refugiados del año 2015; recibió además el premio de la Biblioteca de Congreso a las mejores prácticas en 2013; en 2009 recibió el premio Synergos otorgado a innovadores sociales en el Mundo Árabe.

### Divulgación
Dajani es miembro del Consejo Consultivo de Mujeres Jordanas. Ha publicado en varias publicaciones arbitradas, además de las revistas Science y Nature. Entre sus charlas y disertaciones se cuentan en el Simposio Templeton-Cambridge de Periodismo en la Universidad de Cambridge; el Instituto de Tecnología de Massachusetts, la Universidad McGill, y en la conferencia Belief in Dialogue del British Council.

## Reconocimientos
La revista británica Muslim Science Magazine la ha catalogado como una de las científicas más influyentes en el Mundo Islámico, y la ha ubicado en el lugar 13° entre las "100 Most Powerful Arab Women" in CEO Middle East Magazine.
En 2010, Dajani fue hecha participante de la Clinton Global Initiative de la Fundación Clinton. En 2014, Dajani ganó el Premio WISE de la Qatar Foundation, y el 2014 recibió la Medalla de Honor Rey Hussein, y en 2009 recibió el premio del Centro Rey Hussein para Investigación del Cáncer. En octubre de fue seleccionada por el Instituto de Estudios Avanzados Radcliffe como participante del Programa Radcliffe en la Universidad de Harvard.
La embajada de Estados Unidos en Jordania con la Oficina de Ambiente, Ciencia, Tecnología y Salud para el Medio Oriente y África del Norte incluyó a Dajani e el Salón de la Fama de Mujeres Científicas en 2015. Este reconocimiento ponía en valor su trabajo y teorías en evolución biológica e Islam, haciendo énfasis en investigación sobre diabetes, cáncer y células madre. Ha sido instrumental en el establecimiento de los términos legales para el uso de células madre en Jordania, los cuales han abierto la puerta a su regulación en el resto del Mundo Árabe e Islámico.